# تاتسوئو سوزوکی
تاتسوئو سوزوکی (ژاپنی: Tatsuo Suzuki؛ زادهٔ ۱ ژانویهٔ ۱۹۳۵) یک فیلم‌بردار اهل ژاپن است.
از فیلم‌ها یا مجموعه‌های تلویزیونی که وی در آن‌ها نقش داشته‌است می‌توان به میوه‌های شوق، تشییع جنازه گل‌های رز، فردا، روزهای کودکی، قلعه جغدها و شاراکو اشاره نمود. او در سال ۱۹۹۵ میلادی برندهٔ جایزه آکادمی فیلم ژاپن و جایزه فیلم ماینیچی شد.